# Elīza Tīruma
Elīza Tīruma, även känd som Elīza Cauce, född 21 augusti 1990 i Sigulda, är en lettisk rodelåkare. Hennes syster, Maija Tīruma, är också en rodelåkare.

## Karriär
Tīruma tävlade för Lettland vid olympiska vinterspelen 2014 i Sotji, där hon slutade på 12:e plats i damernas singel. Tīruma var även en del av Lettlands lag tillsammans med Mārtiņš Rubenis, Andris Šics och Juris Šics som tog brons i lagstafetten. Vid olympiska vinterspelen 2018 i Pyeongchang slutade hon på 16:e plats i damernas singel.
Vid olympiska vinterspelen 2022 i Peking slutade Tīruma på åttonde plats i damernas singel. Hon var även en del av Lettlands lag tillsammans med Kristers Aparjods, Mārtiņš Bots och Roberts Plūme som tog brons i lagstafetten.